# Margaret Sullavan
Margaret Sullavan est une actrice américaine née le 16 mai 1909 à Norfolk (Virginie) et morte le 1er janvier 1960 à New Haven (Connecticut).

## Biographie

### Carrière
Margaret Sullavan est la fille de Cornelius Sullavan, un riche agent de change, et de Garland Brooke. Elle fut pensionnaire à l'institut Chatham Episcopal, où elle était présidente du corps étudiant. Elle déménagea pour Boston où elle vécut avec sa demi-sœur, Weedie, et où elle s'impliqua dans le club théâtral de l'université Harvard, dont faisait également partie Henry Fonda. Elle débute sur scène dans Close Up en 1929. Charlie Leatherbee et Josh Logan étaient dans le public et l'invitèrent à les rejoindre à Falmouth, dans le Massachusetts, une troupe universitaire. Elle joue dans leur première production, The Devil in the Cheese, ses débuts sur la scène professionnelle. Finalement, elle est repérée par Lee Shubert pour sa première pièce à Broadway, A Modern Virgin (1931).
Elle arrive à Hollywood le 16 mai 1933, pour son 24e anniversaire. Elle débute la même année dans le film Une nuit seulement (Only Yesterday).  Elle partage quatre fois l'affiche avec James Stewart, avec lequel elle et Henry Fonda avaient créé une société avant de devenir célèbres : Épreuves (1936), L'Ange impur (1938), La Tempête qui tue et Rendez-vous (1940). Ses autres films importants sont : Et demain ? (1934), La Bonne Fée (1935, réalisé par Wyler), L'Ensorceleuse (1938, avec Joan Crawford), Ainsi finit notre nuit, Back Street, Rendez-vous d'amour (1941) et Cry 'Havoc' (1943).
En 1939, elle est nommée à l'Oscar de la meilleure actrice pour son rôle dans Trois Camarades.
Sa dernière apparition au cinéma date de 1950 dans La Flamme qui s'éteint réalisé par Rudolph Maté, écrit par Howard Koch. Elle sort de sa retraite en 1952 pour le drame Bonne fête, Esther de Terence Rattigan monté à Broadway, suivi l'année suivante par la comédie Sabrina Fair de Samuel A. Taylor. Elle apparaît également à la télévision dans Chevrolet Tele-Theater, Studio One, Magnavox Theater et Schlitz Playhouse of Stars.
Elle a son étoile sur le Hollywood Walk of Fame au 1751 Vine Street depuis 1960.

### Vie privée
Margaret a été mariée quatre fois :
- avec l'acteur Henry Fonda du 25 décembre 1931 au 14 mars 1933 (Sullavan et Fonda resteront néanmoins amis leur vie durant et leurs enfants se fréquenteront longtemps) ;
- avec le réalisateur William Wyler du 25 novembre 1934 au 13 mars 1936 ;
- avec l'agent et producteur Leland Hayward du 15 novembre 1936 au  28 avril 1949. Ils eurent trois enfants : Brooke, née le 5 juillet 1937 ; Bridget (1939-1960), et William Leland né en 1941 ;
- avec Kenneth Wagg du 30 août 1950 à sa mort.

Margaret souffrait de dépression et d'une défaillance auditive congénitale de l'oreille gauche, l'otospongiose, qui empira avec l'âge, la rendant de plus en plus sourde. Le 1er janvier 1960, elle est trouvée morte dans une chambre d’hôtel de New Haven (Connecticut), d'une overdose médicamenteuse. Elle avait 50 ans.
Sa fille, l'actrice Brooke Hayward, a écrit une autobiographie familiale, Haywire, adaptée pour la télévision avec Lee Remick. Brooke s'est mariée deux fois : avec l'acteur et réalisateur Dennis Hopper avec qui elle a eu une fille, Marin Hopper, née en 1962 et avec l'acteur Peter Duchin.
Sa seconde fille, Bridget, meurt neuf mois après sa mère, d'une overdose. Peter Fonda, le fils d'Henry Fonda, prénomma sa fille Bridget en son honneur[réf. nécessaire].

## Filmographie

### Cinéma
- 1933 : Une nuit seulement (Only Yesterday) de John M. Stahl : Mary Lane
- 1934 : Et demain ? (Little Man, What Now ?) de Frank Borzage : Lammchen Pinneberg
- 1935 : La Bonne Fée (The Good Fairy) de William Wyler : Luisa Ginglebuscher
- 1935 : Roses de sang (So Red the Rose) de King Vidor : Valette Bedford
- 1936 : Épreuves (Next Time We Love) d'Edward H. Griffith : Cicely Tyler
- 1936 : Le Diable au corps (The Moon's Our Home) de William A. Seiter : Cherry Chester / Sarah Brown
- 1936 : I Loved a Soldier de Henry Hathaway (inachevé)
- 1938 : Trois Camarades (Three Comrades) de Frank Borzage : Patricia Hollman
- 1938 : L'Ange impur (The Shopworn Angel) de Henry C. Potter : Daisy Heath
- 1938 : L'Ensorceleuse (The Shining Hour) de Frank Borzage : Judy Linden
- 1940 : Rendez-vous (The Shop Around the Corner) d'Ernst Lubitsch: Klara Novak
- 1940 : La Tempête qui tue (The Mortal Storm) de Frank Borzage : Freya Roth
- 1941 : Ainsi finit notre nuit (So Ends Our Night) de John Cromwell : Ruth Holland
- 1941 : Back Street de Robert Stevenson : Ray Smith
- 1941 : Rendez-vous d'amour (Appointment for Love) de William A. Seiter : Dr Jane Alexander
- 1943 : Cry Havoc, de Richard Thorpe : lieutenant Mary Smith
- 1950 : La Flamme qui s'éteint (No Sad Songs for Me) de Rudolph Maté : Mary Scott

### Télévision
- 1948 : Studio One, épisode The Storm : Janet Willsom
- 1949 : The Chevrolet Tele-Theatre, épisode The Twelve Pound Look : Kate
- 1951 : The Ford Theatre Hour, épisode The Touchstone : Alexa Trent
- 1951 : Schlitz Playhouse of Stars, épisodes The Nymph and the Lamp et Still Life
- 1954 : Producers' Showcase, épisode State of the Union : Mary Matthews

## Distinctions

### Récompenses
- New York Film Critics Circle Awards 1939 : meilleure actrice pour Trois Camarades

### Nominations
- Oscars 1939 : meilleure actrice pour Trois Camarades
- Primetime Emmy Awards 1952 : meilleure actrice pour Schlitz Playhouse of Stars

## Citations
« Perhaps I'll get used to this bizarre place called Hollywood, but I doubt it. »